# Rogatio
Das lateinische Wort rogatio (vom Verb rogare, „befragen“, stammend) bezeichnet jeden Vorschlag an die Legislative, ist also gleichermaßen auf Gesetze (Lex) und Volksabstimmungen (Plebiszit) anwendbar. Dementsprechend gibt es die Ausdrücke populum rogare bei einem Vorschlag an das Volk, und legem rogare bei einem Gesetzesvorschlag (Sextus Pompeius Festus, s. v. Rogatio). Eine rogatio ist somit ein vorgeschlagenes Gesetz oder ein vorgeschlagenes Plebiszit.
Die Begriffe rogare, rogatio beziehen sich auch auf eine Person, die der comitia für ein öffentliches Amt vorgeschlagen wird. Die Form der rogatio ist im Fall der adrogatio (siehe Adoption im Römischen Reich), die in der comitia curiata getätigt wurde (per populi rogationem), bei Aulus Gellius (v. 19) erhalten: sie beginnt mit den Worten „velitis, jubeatis“ und endet mit „ita vos Quirites rogo“. Der entsprechende Ausdruck der Zustimmung zur rogatio seitens der souveränen Versammlung war uti rogas, der Ablehnung antiquare rogationem. Der Begriff rogatio umfasst somit jede vorgeschlagene lex, jedes Plebiszit und Privileg, ohne rogatio gab es kein Gebot (iussum) des populus oder der plebs. Andererseits wurden die Begriffe lex, plebis scitum und privilegium oft unpassend bei der Bezeichnung der Gesetze benutzt, wurden sogar rogationes, nachdem sie zum Gesetz geworden waren, weiterhin als rogationes bezeichnet. Der Begriff rogationes wird oft für die Maßnahmen der Volkstribunen benutzt, die zu Plebisziten führten, so dass manche Autoren (unsachgemäß) die rogatio als einfaches Äquivalent zum Plebiszit sehen. Neben der Phrase rogare legem gibt es die Phrase legem ferre, um eine lex vorzuschlagen, und rogationem promulgare, um die Inhalte der vorgeschlagenen lex zu veröffentlichen; die Phrase rogationem accipere wird auf die verfügende Körperschaft angewandt. Lex rogata ist äquivalent zu Lex lata. Legem perferre und lex perlata werden auf eine rogatio angewandt, wenn sie zur lex geworden ist. Die auf die Gesetzgebung bezogenen Begriffe werden bei Ulpian (tit. 1 s3) so erklärt: „Eine Lex wird entweder rogari oder ferri genannt; sie wird abrogari genannt, wenn sie aufgehoben wurde, derogari, wenn sie teilweise aufgehoben wurde, subrogari, wenn sie ergänzt wurde, und obrogari, wenn Teile geändert wurden.“ Eine folgende lex änderte oder hob eine frühere lex auf, wenn die beiden nicht konsistent waren. Es scheint auch ein Prinzip gewesen zu sein, dass eine lex der Wirkungslosigkeit verfiel, wenn sie lange außer Gebrauch war (vgl. Livius xxi.63 und Cicero in Verrem v.18).
Verbleibt eine Abgrenzung der Wörter Rogatio und Privilegium.
Rogatio wird bei Festus als ein Gebot des populus definiert, das sich auf eine oder mehrere Personen (oder Sachen) bezieht, nicht aber auf alle. Das, was der populus in Bezug auf alle Personen oder Sachen anordnet (scivit), ist eine lex; Aelius Gallus sagt, rogatio sei ein genus legis, das heißt, dass lex nicht immer rogatio ist, rogatio aber lex sein muss, wenn es einer gesetzgebenden comitia (justis comitiis) vorgeschlagen (rogata) wurde. Entsprechend dieser Definition ist eine beschlossene rogatio eine lex; es gibt auch lex, die keine rogatio ist: dafür müssen wir eine Generalbezeichnung lex annehmen, die die echte lex und die rogatio umfasst. Die Passage bei Aelius Gallus wird von Göttling korrigiert, jedoch beruht die Korrektur auf einem Missverständnis, sie verkehrt die klare Bedeutung bei Gallus in Unsinn.
Entsprechend Gallus’ Definition war die rogatio dem privilegium äquivalent, ein Begriff, der auf den Zwölf Tafeln auftaucht; und es bezeichnet, nach Gallus (Festus, s. v. Rogatio) eine Verordnung, die eine einzelne Person betrifft, was durch die Form des Wortes (privi-legium, „privae res“ ist gleichbedeutung mit „singulae res“) angegeben wird. Das Wort privilegium nach der Erläuterung des Gallus, übermittelt keinen Begriff zum Charakter des gesetzlichen Maßnahme: es könnte eine Partei begünstigen oder auch nicht. Es wird allgemein von Cicero gebraucht im abfälligen Sinn (pro Domo, 17; pro Sestio, 30; rogationem privilegii similem, Brutus 23). Dementsprechend waren privilegia in der Republik keine allgemeinen Gesetze oder Teile davon: sie tragen den Charakter einer Ausnahme von der allgemeinen Regel. Im corpus iuris civilis ist privilegium der allgemeine Name für ein ius singulare.